# Marcin Szulik
Marcin Szulik (ur. 10 stycznia 1977 w Kożuchowie) – polski piłkarz występujący na pozycji pomocnika.
Szulik swoją karierę rozpoczął w Dozamecie Nowa Sól w 1991 roku. Jesienią 1993 roku zmieniła się nazwa klubu z Polonii na Arkę. Wiosną 1994 roku Szulik wyjechał do Francji, by sprawdzić się w AS Saint-Étienne. Po pół roku pobytu za granicą powrócił do ojczyzny i rozpoczął grę w stołecznym Hutniku. W 1995 przeniósł się do Polonii Warszawa, gdzie spędził 2 sezony. W roku 1997 zmienił koszulkę stołecznego klubu na trykot olsztyńskiego Stomilu. W klubie tym rozegrał około 100 spotkań, w których zdobył 9 bramek. W 2002 roku przeniósł się do Górnika Zabrze, w którym grał przez prawie 2 sezony. Następnie występował w Lechii Gdańsk.
Szulik w 1993 z reprezentacją Polski U-16 wywalczył mistrzostwo Europy.